# Reo
Reo – wieś w Estonii, w prowincji Sarema, w gminie Pihtla.
W miejscowości znajduje się żeński skit św. Jana Chrzciciela, w jurysdykcji Estońskiego Apostolskiego Kościoła Prawosławnego.